# Chaetophoraceae
Chaetophoraceae, porodica zelenih algi iz reda Chaetophorales. Postoji 183 priznatih vrsta. I porodica i red dobile su ime po rodu Chaetophora. 

## Rodovi i broj vrsta
1. Arthrochaete Rosenvinge 	1
2. Caespitella Vischer 	1
3. Cedercreutziella Vischer 	1
4. Chaetomnion Skuja 	1
5. Chaetonemopsis L.Gauthier-Lièvre 	1
6. Chaetophora F.Schrank 	7
7. Chaetophoropsis B.Wen Liu, Qian Xiong, X.Dong Liu, Z.Yu Hu & G.Xing Liu 	5
8. Chloroclonium Borzì 2
9. Chlorotylium Kützing 	2
10. Choreoclonium Reinsch 	1
11. Crenacantha Kützing 	1
12. Diaphragma Geitler 	1
13. Didymosporangium F.D.Lambert 	1
14. Draparnaldia Bory 	23
15. Draparnaldioides K.I.Meyer & Skabitschevsky ex Vishnyakov 	10
16. Elaterodiscus P.J.L.Dangeard 	1
17. Endoclonium Szymanski [Czymanski] 	3
18. Endophyton N.L.Gardner 	2
19. Entodictyon Schiffner 	1
20. Epibolium Printz 	3
21. Gloeoplax Schmidle 	1
22. Gongrosira Kützing 	26
23. Gongrosirella P.J.L.Dangeard 	1
24. Hormotila Borzì 	3
25. Hydraeophycus Molinari & Guiry 	2
26. Ireksokonia Meyer 	1
27. Iwanoffia Pascher 	1
28. Jaagiella Vischer 	1
29. Klebahniella Lemmermann 	1
30. Kymatotrichon B.Schussnig 	1
31. Leptosiropsis C.-C.Jao 	1
32. Lochmiopsis Woronichin & Popova 	2
33. Myxonema E.M.Fries 	1
34. Myxonemopsis C.Meyer 	1
35. Nayalia P.C.Silva 	1
36. Periplegmatium Kützing 	1
37. Pilinella Hollenberg 	1
38. Pleurangium Skuja 	1
39. Pleurococcus Meneghini 	5
40. Pseudochaete West & G.S.West 	1
41. Skvortzoviothrix Bourrelly 	1
42. Sporocladopsis Nasr 	3
43. Stigeoclonium Kützing 	47
44. Streptochlora J.B.Petersen & J.B.Hansen 	1
45. Thamniochloris P.J.L.Dangeard 	3
46. Thamniolum Woronichin 	1
47. Trichodiscus E.J.Welsford 	1
48. Tumulofilum Beger 	1
49. Uvulifera Molinari 	2
50. Zoddaea Borzì 	1
51. Zygomitus Bornet & Flahault 	1